# 水晶橋
水晶橋（すいしょうばし）は、大阪市の堂島川（旧淀川）に架かる歩行者専用橋。
大阪市北区中之島1丁目と北区西天満2丁目の間を結んでいる。本来は河川浄化を目的として 1929年（昭和4年）に『堂島川可動堰』として建設された可動堰で、堂島川の水質改善に大きく貢献した。1982年（昭和57年）に橋面を改装、法律面でも橋としての手続きがとられ、名実ともに橋となった。

## 概要
- 形式 - 鉄筋コンクリートアーチ
- 橋長 - 72.33m
- 支間長 - 12.12m + 3@15.15m
- 幅員 - 9.09m
- 着工 - 1926年（大正15年）6月
- 完成 - 1929年（昭和4年）3月
- 改装 - 1982年（昭和57年）10月

## 周辺施設
- 大阪市役所
- 大阪市中央公会堂
- 大阪府立中之島図書館
- 大阪高等裁判所
- 大阪地方裁判所
- 堂島関電ビル

| 水晶橋 |  | 夜の水晶橋 その1 |  | 夜の水晶橋 その2 |
| 水晶橋 |  | 夜の水晶橋 その1 |  | 夜の水晶橋 その2 |